# Філіп К. Дік. Повне зібрання короткої прози. Том 3
«Філіп К. Дік. Повне зібрання короткої прози. Том 3» — третій із чотирьох томів української версії зібрання короткої прози американського письменника Філіпа Кіндреда Діка, що був виданий «Видавництвом Жупанського» за ліцензією «The Estate of Philip K. Dick» у 2023 році на основі п'ятитомного видання Underwood–Miller «Зібрана коротка проза Філіпа К. Діка» (англ. The Collected Stories of Philip K. Dick) 1987 року.

## Анотація
До третього тому повного зібрання короткої прози Філіпа Кіндреда Діка увійшли твори, написані у період 1954–1963 років, такі відомі за екранізаціями, як «Звіт меншості» (назва екранізації — «Особлива думка»), «Автофаб» (твір екранізовано, як восьмий епізод для телевізійного серіалу 2017 року «Електричні сни Філіпа К. Діка») та багато інших.

## Структура Тому 3
Третій том у собі містить 23 твори Філіпа К. Діка. Єгор Поляков переклав твори: 1-11; Ганна Гнедкова — 12-23. У томі також є примітки Філіпа Діка.
Третій том української версії зібрання містить частину творів третього тому (із 13-го по 27-й) і перших 12 творів четвертого тому оригінального американського видання 1987 року.

### Вміст
| № Тв. | Українська назва              | Оригінальна назва             | Літературна форма | Літературна форма | «Зібрана коротка проза Філіпа К. Діка», 1987 | «Зібрана коротка проза Філіпа К. Діка», 1987 |
| № Тв. | Українська назва              | Оригінальна назва             | Українська        | Англійська        | № Тому                                       | № Тв.                                        |
| ----- | ----------------------------- | ----------------------------- | ----------------- | ----------------- | -------------------------------------------- | -------------------------------------------- |
| 1     | Повзуни                       | The Crawlers                  | Оповідання        | Short story       | 3                                            | 13                                           |
| 2     | Комерційна пропозиція         | Sales Pitch                   | Оповідання        | Short story       | 3                                            | 14                                           |
| 3     | Гра в наперстки               | Shell Game                    | Оповідання        | Short story       | 3                                            | 15                                           |
| 4     | На нудній Землі               | Upon the Dull Earth           | Коротка повість   | Novelette         | 3                                            | 16                                           |
| 5     | Фостере, ти мертвий           | Foster, You're Dead           | Оповідання        | Short story       | 3                                            | 17                                           |
| 6     | Плата за друк                 | Pay for the Printer           | Оповідання        | Short story       | 3                                            | 18                                           |
| 7     | Ветеран                       | War Veteran                   | Коротка повість   | Novelette         | 3                                            | 19                                           |
| 8     | Тверда невизначеність         | The Chromium Fence            | Оповідання        | Short story       | 3                                            | 20                                           |
| 9     | Помилка адаптації             | Misadjustment                 | Оповідання        | Short story       | 3                                            | 21                                           |
| 10    | Світ здібностей               | A World of Talent             | Коротка повість   | Novelette         | 3                                            | 22                                           |
| 11    | Псіоніку, врятуй моє дитя!    | Psi-Man Heal My Child!        | Коротка повість   | Novelette         | 3                                            | 23                                           |
| 12    | Автофаб                       | Autofac                       | Коротка повість   | Novelette         | 4                                            | 1                                            |
| 13    | Технічна підтримка            | Service Call                  | Коротка повість   | Novelette         | 4                                            | 2                                            |
| 14    | Ринковий полон                | Captive Market                | Оповідання        | Short story       | 4                                            | 3                                            |
| 15    | Зразковий Єнсі                | The Mold of Yancy             | Коротка повість   | Novelette         | 4                                            | 4                                            |
| 16    | Звіт меншості                 | The Minority Report           | Коротка повість   | Novelette         | 4                                            | 5                                            |
| 17    | Механізм спогаду              | Recall Mechanism              | Оповідання        | Short story       | 4                                            | 6                                            |
| 18    | Невиправна М                  | The Unreconstructed M         | Коротка повість   | Novelette         | 4                                            | 7                                            |
| 19    | Дослідники ми                 | Explorers We                  | Оповідання        | Short story       | 4                                            | 8                                            |
| 20    | Іграшкова війна               | War Game                      | Оповідання        | Short story       | 4                                            | 9                                            |
| 21    | Якби не існувало Бенні Цемолі | If There Were No Benny Cemoli | Коротка повість   | Novelette         | 4                                            | 10                                           |
| 22    | Нечуваний виступ              | Novelty Act                   | Коротка повість   | Novelette         | 4                                            | 11                                           |
| 23    | Водяний павук                 | Waterspider                   | Коротка повість   | Novelette         | 4                                            | 12                                           |

## Видання
- Дік, Філіп. К. Повне зібрання короткої прози. Том 3 / Пер. з англ.: Єгор Поляков, Ганна Гнедкова — Київ: Видавництво Жупанського, 2023. — (Ad Astra) — 592 с. ISBN 978-617-7585-85-4[К 3]